# Armando Guevara Ochoa
Julio Armando Guevara Ochoa (født 17. februar 1926 i Cuzco - død 14. januar 2013 i Lima, Peru) var en peruviansk komponist, dirigent, leder og violinist.
Ochoa studerede komposition, violin og direktion privat i Lima, og senere i på New England Musikkonservatorium i Boston, USA. Han skrev fem symfonier, orkesterværker, symfoniske digtninge, balletmusik, kammermusik, koncertmusik, sange etc. Ochoa underviste i komposition og direktion på forskellige universiteter i Peru, og var leder af flere symfoniorkestre som f.eks. Ricardo Palma Universitets Symfoni Band og Det Nationale Politi Symfoniorkester. Han var gæstedirigent for flere Symfoniorkestre, og optrådte i store koncerthuse Verden over såsom Royal Albert Hall i London, Tchaikovsky Hall i Moskva, Imperial Theatre i Rom, Symphony Hall i Boston. Han hørte til blandt de ledende komponister i Peru i det 20. århundrede.

## Udvalgte værker
- Symfoni nr. 1 "Junin og Ayacucho" (19?) - for orkester
- Symfoni nr. 2 "til Ricardo Palma" (19?) - for orkester
- Symfoni nr. 3 "til Cáceres" (19?) - for orkester
- Symfoni nr. 4 "til Miguel Grau" (19?) - for orkester
- Symfoni nr. 5 "Tupac Amaru" (19?) - for orkester
- Symfonisk digtning (19?) - for orkester
- Violinkoncert (1948) - for orkester
- De sidste Inkaer (1947) - balletmusik